# Witold Rowicki
Witold Rowicki (né le 26 février 1914 à Taganrog, dans l'Empire russe et aujourd'hui en Russie, et décédé le 1er octobre 1989 à Varsovie) est un musicien et chef d'orchestre polonais.

## Biographie
Witold Rowicki étudia le violon et la composition au Conservatoire de Cracovie. Il débuta comme chef d'orchestre en 1933. Pendant la Seconde Guerre mondiale, entre 1942 et 1944, il vécut à Cracovie, où il travailla la direction d'orchestre en privé avec Rudolf Hindemith, le frère du célèbre compositeur Paul Hindemith et la théorie et la composition avec le grand musicologue Zdzisław Jachimecki. Mais jusqu'à la fin de la guerre, il continua sa carrière de violoniste. Il participa à la libération de la Pologne, à la fondation de l'Orchestre de la Radio de Katowice, puis à celui de la Philharmonie de Varsovie devenue Philharmonie nationale. Grâce à lui, ce dernier fut considéré comme l'un des dix meilleurs orchestres du monde. Il en fut le directeur musical entre 1958 et 1977 et effectua avec lui plusieurs tournées en Europe, en Asie et dans les deux Amériques. Sa réputation a dépassé les frontières de son pays et il devint premier chef de l'orchestre symphonique de Bamberg (1982-1985). Rowicki a laissé une excellente intégrale des symphonies d'Antonín Dvořák, pour la marque Philips, et des témoignages de son engagement en faveur de la musique contemporaine polonaise (Szymanowski et Lutosławski notamment). Il enregistra plus d'une centaine de disques (e.a. Chopin, Mendelssohn, Moniuszko, Rimsky-Korsakov, Ravel, Lutoslawski). Il fut aussi compositeur.